# Campeonato Mundial de Ciclismo en Pista de 1947
El XLIV Campeonato Mundial de Ciclismo en Pista se celebró en París (Francia) entre el 26 de julio y el 3 de agosto de 1947 bajo la organización de la Unión Ciclista Internacional (UCI) y la Federación Francesa de Ciclismo.
Las competiciones se realizaron en la pista de ciclismo del estadio Parque de los Príncipes de la capital francesa. En total se disputaron 5 pruebas, 3 para ciclistas profesionales y 2 para ciclistas amateur.

## Medallistas

### Profesional
| Evento                 | Oro                       | Plata                         | Bronce                      |
| ---------------------- | ------------------------- | ----------------------------- | --------------------------- |
| Velocidad individual   | Joseph Scherens · Bélgica | Louis Gérardin Francia        | Georges Senfftleben Francia |
| Persecución individual | Fausto Coppi · Italia     | Antonio Bevilacqua · Italia   | Hugo Koblet · Suiza         |
| Medio fondo            | Raoul Lesueur Francia     | Jean-Jacques Lamboley Francia | Jan Pronk · Países Bajos    |

### Amateur
| Evento                 | Oro                         | Plata                           | Bronce                  |
| ---------------------- | --------------------------- | ------------------------------- | ----------------------- |
| Velocidad individual   | Reginald Harris Reino Unido | Cornelis Bijster · Países Bajos | Henri Sensever Francia  |
| Persecución individual | Arnaldo Benfenati · Italia  | Atilio François · Uruguay       | Knud Andersen Dinamarca |

## Medallero
| Núm. | País         | Oro | Plata | Bronce | Total |
| ---- | ------------ | --- | ----- | ------ | ----- |
| 1    | Italia       | 2   | 1     | 0      | 3     |
| 2    | Francia      | 1   | 2     | 2      | 5     |
| 3    | Bélgica      | 1   | 0     | 0      | 1     |
| 3    | Reino Unido  | 1   | 0     | 0      | 1     |
| 5    | Países Bajos | 0   | 1     | 1      | 2     |
| 6    | Uruguay      | 0   | 1     | 0      | 1     |
| 7    | Dinamarca    | 0   | 0     | 1      | 1     |
| 7    | Suiza        | 0   | 0     | 1      | 1     |
|      | TOTAL        | 5   | 5     | 5      | 15    |